# Villard-sur-Doron
Villard-sur-Doron település Franciaországban, Savoie megyében. Lakosainak száma 683 fő (2022. január 1.). Villard-sur-Doron Beaufort, Cohennoz, Hauteluce, Queige és Ugine községekkel határos.

## Népesség
A település népessége az elmúlt években az alábbi módon változott:
| Lakosok száma | 679  | 698  | 733  | 712  | 708  | 705  | 692  | 687  | 683  |
|               | 2013 | 2015 | 2016 | 2017 | 2018 | 2019 | 2020 | 2021 | 2022 |